# Colotis danae
Colotis danae is een dagvlinder uit de familie van de Pieridae, de witjes. Colotis danae komt versrpreid voor in het Afrotropisch gebied en het Indisch subcontinent. De spanwijdte bedraagt 35 tot 55 millimeter. De imago kan het hele jaar door worden gezien.

## Taxonomie
Men onderscheidt de volgende ondersoorten:
- C. d. danae
- C. d. dulcis
- C. d. annae
- C. d. eupompe
- C. d. pseudacaste
- C. d. walkeri

## Waardplanten
De waardplanten van Colotis danae komen uit de geslachten Cadaba, Capparis en Maerua

## Foto's

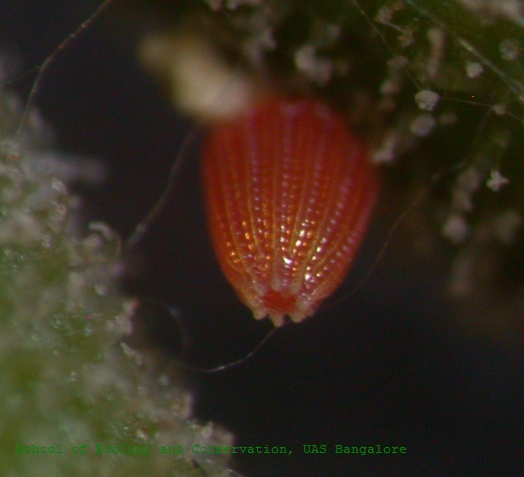
ei
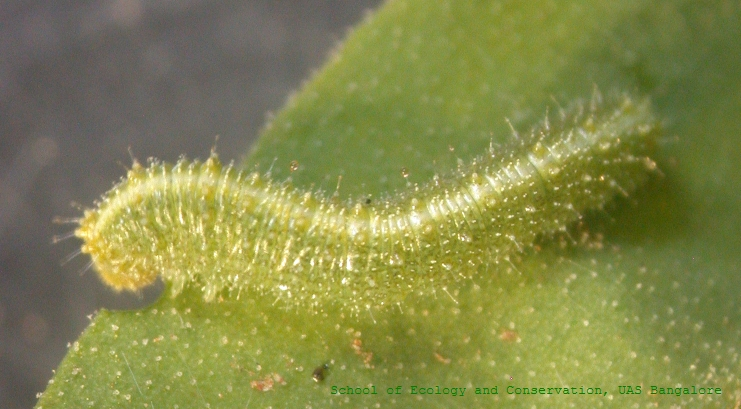
rups
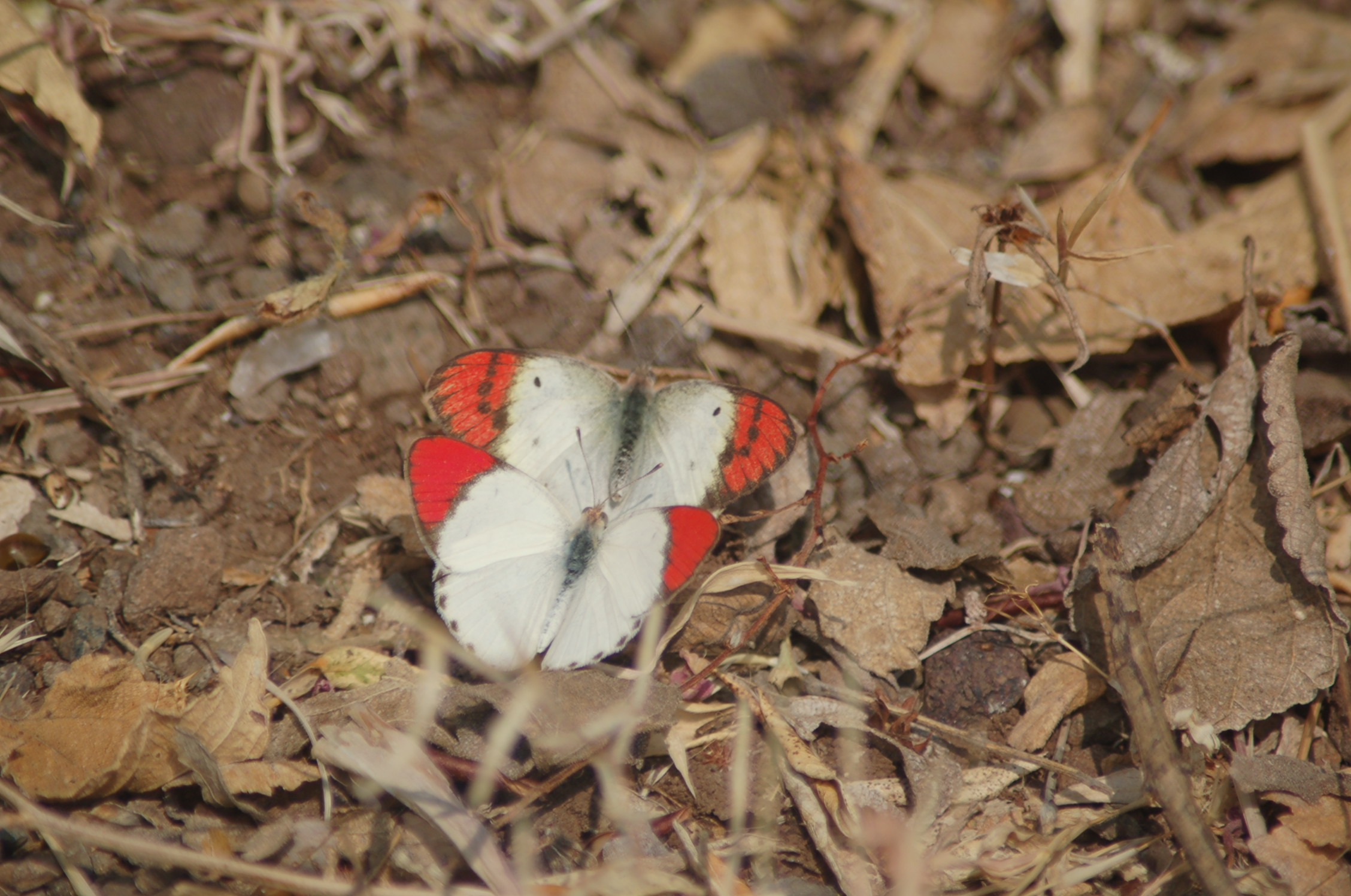
paring
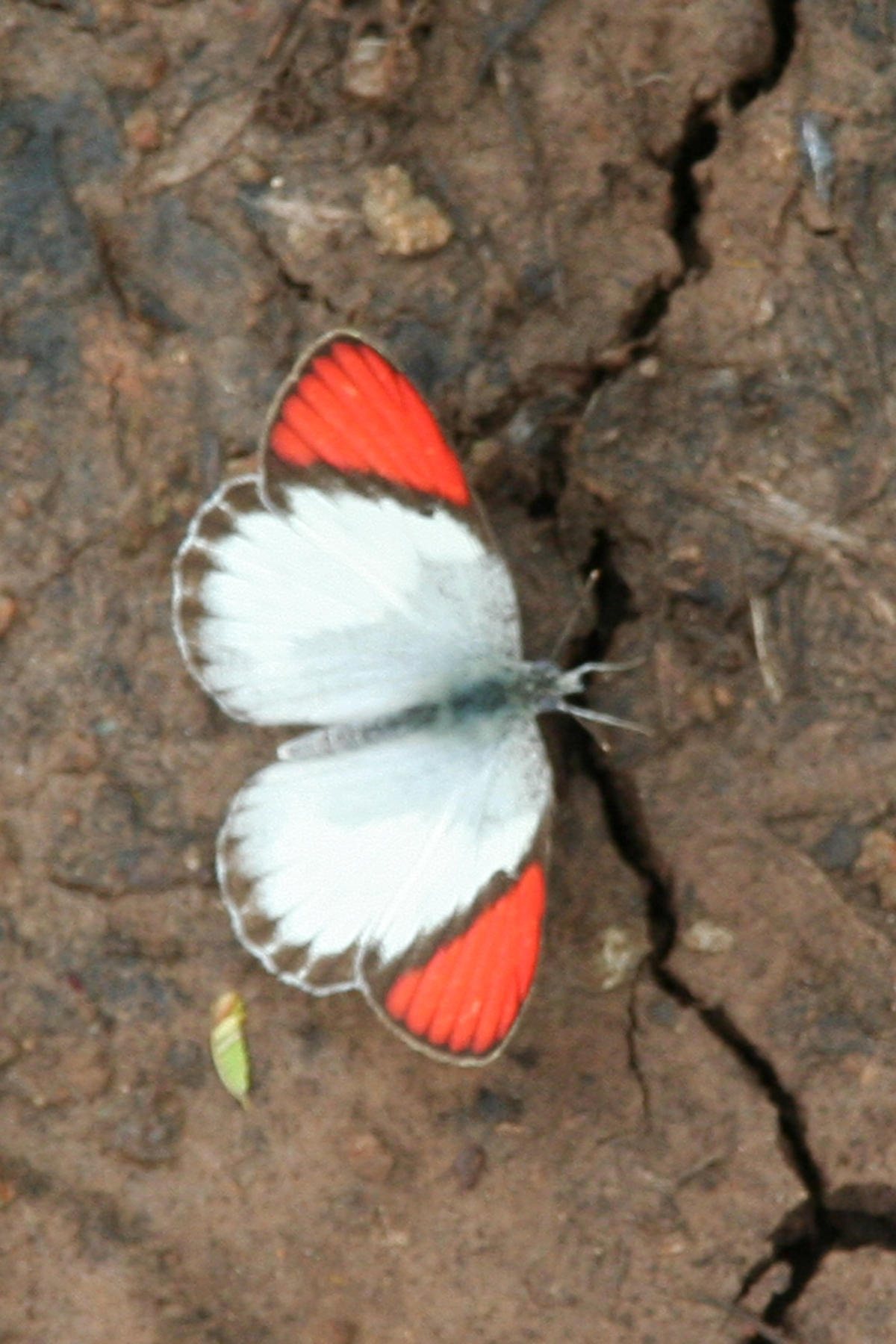